# T. Hayes Hunter
T. Hayes Hunter (1 de dezembro de 1884 – 14 de abril de 1944) foi um diretor norte-americano da era do cinema mudo.
Nascido em Filadélfia, Pensilvânia, ele dirigiu 34 filmes entre 1912 e 1934.
Hunter morreu em Londres, Inglaterra.

## Filmografia selecionada
- The Crimson Stain Mystery (1916)
- Earthbound (1920)
- Trouping with Ellen (1924)
- Wildfire (1925)
- One of the Best (1927)
- A South Sea Bubble (1928)
- The Triumph of the Scarlet Pimpernel (1928)
- The Silver King (1929)
- The Calendar (1931)
- The Man They Couldn't Arrest (1931)
- Criminal at Large (1932)
- White Face (1932)
- Sally Bishop (1932)
- The Ghoul (1933)
- Warn London (1934)
- The Green Pack (1934)
- Josser on the Farm (1934)